# Phrynarachne kannegieteri
Phrynarachne kannegieteri là một loài nhện trong họ Thomisidae.
Loài này thuộc chi Phrynarachne. Phrynarachne kannegieteri được miêu tả năm 1893 bởi Hasselt.